# Maria Spezia Aldighieri
Maria Spezia Aldighieri (Villafranca di Verona, 1828 – Colognola ai Colli, 1907) è stata un soprano italiano.
È stata una cantante lirica italiana, attiva dal 1849 al 1870, particolarmente apprezzata per le sue recite nelle opere verdiane. 

Fu uno dei suoi meriti il successo, nella parte di Violetta, della Traviata, che debuttò al Teatro San Benedetto di Venezia il 6 maggio 1854, dopo l'insuccesso della prima alla Fenice, il 6 marzo 1853.
Al Teatro San Carlo di Napoli nel 1862 è Amelia in  Un ballo in maschera diretta da Nicola De Giosa con Mario Tiberini e Michele Benedetti, Elisabetta di Valois in  Don Carlo, diretta da De Giosa con Gottardo Aldighieri, e la protagonista nella prima assoluta di Caterina Blum di Enrico Bevignani, diretta dal compositore con Aldighieri.
Nel 1872 è la protagonista in Norma con Angelo Mariani al Teatro Comunale di Bologna.

## Repertorio
| Ruolo                | Titolo                         | Autore    |
| -------------------- | ------------------------------ | --------- |
| Norma                | Norma                          | Bellini   |
| Beatrice di Tenda    | Beatrice di Tenda              | Bellini   |
| Anna Bolena          | Anna Bolena                    | Donizetti |
| Gemma                | Gemma di Vergy                 | Donizetti |
| Maria Padilla        | Maria Padilla                  | Donizetti |
| Inès                 | La favorita                    | Donizetti |
| Maria                | Maria di Rohan                 | Donizetti |
| Ofelia               | Amleto                         | Faccio    |
| Valentina            | Gli ugonotti                   | Meyerbeer |
| Giuditta             | Giuditta                       | Peri      |
| Rosina               | Il barbiere di Siviglia        | Rossini   |
| Desdemona            | Otello                         | Rossini   |
| Abigaille            | Nabucco                        | Verdi     |
| Giselda Viclinda     | I Lombardi alla prima crociata | Verdi     |
| Lucrezia Contarini   | I due Foscari                  | Verdi     |
| Elvira               | Ernani                         | Verdi     |
| Odabella             | Attila                         | Verdi     |
| Lady Macbeth         | Macbeth                        | Verdi     |
| Amalia               | I masnadieri                   | Verdi     |
| Luisa Miller         | Luisa Miller                   | Verdi     |
| Gilda                | Rigoletto                      | Verdi     |
| Leonora              | Il trovatore                   | Verdi     |
| Violetta Valéry      | La traviata                    | Verdi     |
| Amelia               | Un ballo in maschera           | Verdi     |
| Elisabetta di Valois | Don Carlo                      | Verdi     |